# Отпор (Морнарички истражитељи: Лос Анђелес)
Епизода Отпор је 7. епизода 1. сезоне серије "МЗИС: Лос Анђелес". Премијерно је приказана 10. новембра 2009. године на каналу ЦБС.

## Опис
Сценарио за епизоду је писао творац серије "МЗИС: Лос Анђелес" Шејн Бренан, а режирао ју је Парис Берклеј.
Распон надзорних фотографија је пронађен на телу мртве жене што окреће екипу у решавање случаја Каленовог скоро фаталног рањавања од пре неколико месеци. На крају иду на врло опасан задатак: да открију ко је наручио Каленово убиство и да се приведе његов убица у покушају правди.
У овој епизоди се појављује директор Леон Венс. 

## Ликови

### Из серијеМЗИС: Лос Анђелес
- Крис О’Донел као Гриша Кален
- Питер Камбор као Нејт Гејц
- Данијела Руа као Кензи Блај
- Адам Џамал Крег као Доминик Вејл
- Линда Хант као Хенријета Ленг
- Џејмс Тод Смит као Семјуел Хана
- Берет Фоа као Ерик Бил

### Из серијеМЗИС
- Роки Керол као Леон Венс